# Música hip hop
La música hip hop o rap es un género de música popular desarrollado en los Estados Unidos por afroestadounidenses y latinoamericanos del centro de la ciudad en el barrio de El Bronx y Harlem de la ciudad de Nueva York a finales de los años  1960. Consiste en una música rítmica estilizada que comúnmente viene acompañada con la acción de rapear, la cual es un discurso rítmico que se canta. Se desarrolló como parte de la cultura hip hop, definida por cuatro elementos estilísticos clave: MCing/rapear, DJ/scratching (con tocadiscos), breakdance y escritura de graffiti. Otros elementos incluyen muestreos de ritmos o líneas de bajo de discos y beatboxing rítmico. El término «música hip hop» es usado como sinónimo del término «música rap». El recurso de rapear no es un componente obligatorio en la música hip hop, ya que también se pueden incorporar otros elementos de la cultura hip hop, como DJ, turntablism, scratching, beatboxing y pistas instrumentales.
El rap como género musical y como cultura, se formó durante la década de 1970 cuando las fiestas de barrio se hicieron cada vez más populares en la ciudad de Nueva York, particularmente entre los jóvenes afroestadounidenses que residían en el Bronx. En las fiestas de barrio, los DJ tocaban pausas de percusión de canciones populares utilizando dos tocadiscos y un mezclador de DJ para poder reproducir pausas de dos copias del mismo disco, alternando de una a otra y ampliando la "pausa". La evolución temprana del hip hop se produjo cuando la tecnología de muestreo y las cajas de ritmos se volvieron ampliamente disponibles y asequibles. Las técnicas de la lista de turntablis como scratching y beatmatching se desarrollaron junto con los breaks y los tostados jamaiquinos, un estilo vocal cantando, se usó sobre los ritmos. Rapear es un estilo vocal en el que el artista habla, canta o recita rítmicamente generalmente con un instrumental.
La música hip hop no se grabó oficialmente para su reproducción en radio o televisión hasta 1979, en gran parte debido a la pobreza durante el nacimiento del género y la falta de aceptación fuera de los barrios del gueto. El hip hop de la vieja escuela fue la primera ola dominante del género, marcado por su influencia disco y letras orientadas a la fiesta. La década de 1980 marcó la diversificación del hip hop a medida que el género desarrolló estilos más complejos y se extendió por todo el mundo. El hip hop de la nueva escuela fue la segunda ola del género, marcado por su sonido electro, y condujo al hip hop de la edad de oro, un período innovador entre mediados de la década de 1980 y mediados de los 1990 que también desarrolló la era de los álbumes del propio hip hop. El subgénero rap gangsta, centrado en los estilos de vida violentos y las condiciones de pobreza de la juventud afroestadounidense de los barrios marginales, ganó popularidad en este momento. El hip hop de la costa oeste estuvo dominado por el G-funk a principios y mediados de la década de 1990, mientras que el hip hop de la costa este estuvo dominado por el jazz rap, el hip hop alternativo y el hardcore rap. El hip hop continuó diversificándose en este momento con otros estilos regionales emergentes, como el rap sureño y el hip hop de Atlanta. El hip hop se convirtió en un género más vendido a mediados de la década de 1990 y el género musical más vendido en 1999.
La popularidad de la música hip hop continuó desde finales de la década de 1990 hasta mediados de la "era bling" de la década de 2000, con las influencias del hip hop encontrando cada vez más su camino en otros géneros de música popular, como neo soul, nu metal y R&B. Estados Unidos también vio el éxito de estilos regionales como el crunk, un género sureño que enfatizaba los ritmos y la música más que las letras, y el hip hop alternativo comenzó a asegurarse un lugar en la corriente principal, debido en parte al éxito cruzado de sus artistas. Durante la "era de los blogs" a finales de la década de 2000 y principios de la de 2010, los raperos pudieron conseguir seguidores a través de métodos de distribución de música en línea, como las redes sociales y los blogs, y el hip hop convencional tomó una dirección más melódica y sensible tras el declive comercial del gangsta rap. Los subgéneros de trap y mumble rap se han convertido en la forma más popular de hip hop a mediados de la década de 2010 y principios de la de 2020. En 2017, la música rock fue usurpada por el hip hop como el género más popular en Estados Unidos.

## Etimología

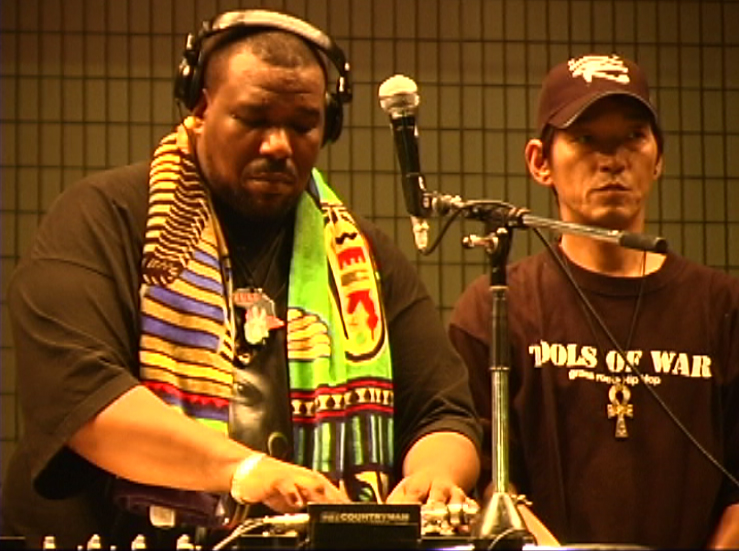
Afrika Bambaataa con DJ Yutaka de Universal Zulu Nation en 2004

Las palabras «hip» y «hop», tienen una larga historia detrás de las dos palabras que se usan juntas. En la década de 1950, las personas mayores se referían a las fiestas en casas de adolescentes como «hippity hops». La creación del término «hip hop» a menudo se atribuye a Keith Cowboy, un rapero de Grandmaster Flash and Furious Five. Sin embargo, Lovebug Starski, Keith Cowboy y DJ Hollywood, usaron el término cuando la música todavía se conocía como disco rap. Se cree que Cowboy creó el término mientras se burlaba de un amigo que acababa de unirse al ejército de los EE. UU., cantando las palabras «hip / hop / hip / hop», sonido de la cadencia rítmica de soldados marchando. Cowboy luego incorporó la cadencia «hip hop» en una parte de su actuación en el escenario. Por ejemplo, diría algo como «Dije hip-hop, hibbit, hibby-dibby, hip-hip-hop y no te detienes». que fue rápidamente utilizado por otros artistas como The Sugarhill Gang en "Rapper's Delight". Al fundador de Universal Zulu Nation, Afrika Bambaataa, también conocido como «El Padrino», se le atribuye el primer uso del término para describir la subcultura a la que pertenecía la música; aunque también se sugiere que era un término despectivo para describir el tipo de música. El término se utilizó por primera vez en forma impresa para referirse a la música por el reportero Robert Flipping, Jr. en un artículo de febrero de 1979 en The New Pittsburgh Courier, y para referirse a la cultura en una entrevista de enero de 1982 de Afrika Bambaataa por Michael Holman en el East Village Eye. El término ganó más vigencia en septiembre de ese año en otra entrevista de Bambaataa en The Village Voice, por Steven Hager, autor posterior de una historia del hip hop de 1984.
Hay desacuerdos sobre si los términos «hip hop» y «rap» pueden usarse indistintamente. Esto incluso sucede entre los escritores, intérpretes y oyentes más conocedores del hip-hop. La opinión prevaleciente es que el hip-hop es un movimiento cultural que surgió en el sur del Bronx en la ciudad de Nueva York durante la década de 1970, siendo el rap uno de los cuatro elementos principales. Los otros tres elementos esenciales del hip hop son el arte del graffiti (o arte en aerosol), break dance y DJ. La música rap se ha convertido, por mucho, en la expresión más famosa de la cultura hip hop, en gran parte como resultado de que es la más fácil de comercializar para una audiencia masiva.

## 1973-1979: primeros años

### Orígenes
El hip hop como música y cultura se formó durante la década de 1970 en la ciudad de Nueva York a partir del intercambio multicultural entre jóvenes afroestadounidenses de Estados Unidos y jóvenes inmigrantes e hijos de inmigrantes de países del Caribe. La música hip hop desde sus inicios ha sido descrita como una salida y una voz para los jóvenes marginados de entornos marginados y áreas de bajos ingresos, ya que la cultura hip hop reflejaba las realidades sociales, económicas y políticas de sus vidas. Muchas de las personas que ayudaron a establecer la cultura hip hop, incluidos DJ Kool Herc, DJ Disco Wiz, Grandmaster Flash y Afrika Bambaataa eran de América Latina de origen caribeño.
Es difícil precisar las influencias musicales exactas que más afectaron el sonido y la cultura del hip hop temprano debido a la naturaleza multicultural de la ciudad de Nueva York. Los primeros pioneros del hip hop fueron influenciados por una mezcla de música de sus culturas y las culturas a las que estuvieron expuestos como resultado de la diversidad de las ciudades estadounidenses.  La ciudad de Nueva York experimentó una fuerte influencia del hip hop jamaicano durante la década de 1990. Esta influencia fue provocada por cambios culturales, particularmente debido a la mayor inmigración de jamaicanos a la ciudad de Nueva York y de jóvenes jamaicanos nacidos en Estados Unidos que alcanzaron la mayoría de edad durante la década de 1990.

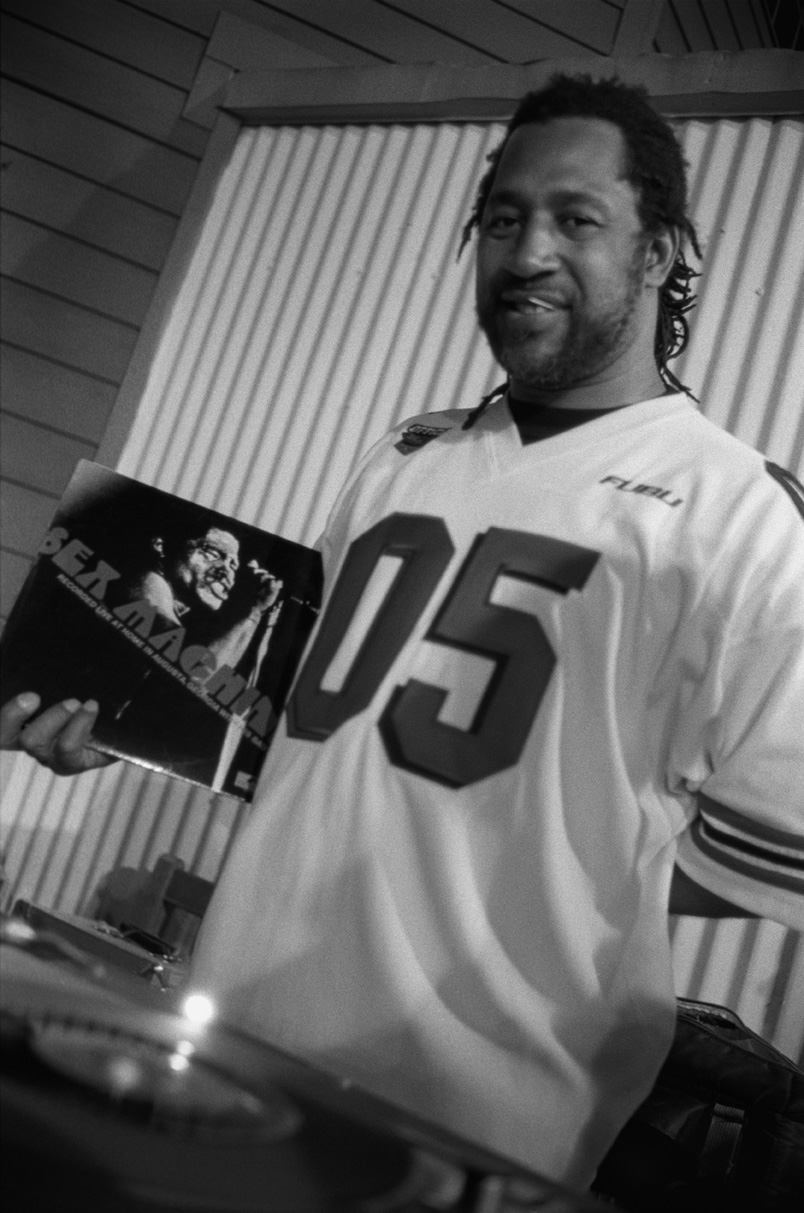
DJ Kool Herc, un DJ jamaicano, es reconocido como uno de los primeros DJ y artistas de hip hop. Algunos le atribuyen el origen oficial de la música hip hop a través de su "Back to School Jam" de 1973..

En la década de 1970, las fiestas de barrio eran cada vez más populares en la ciudad de Nueva York, particularmente entre los jóvenes afroestadounidenses, caribeños y latinos que residían en el Bronx. Las fiestas de barrio incorporaron DJ, que tocaban géneros musicales populares, especialmente funk y soul. Debido a la recepción positiva, los DJ empezaron a aislar los cortes de percusión de las canciones populares. Esta técnica era común en la música dub jamaicana, y fue introducida en gran parte en Nueva York por inmigrantes del Caribe, incluido DJ Kool Herc, uno de los pioneros del hip hop.
Debido a que las pausas de percusión en los discos de funk, soul y disco eran generalmente breves, Herc y otros DJ comenzaron a usar dos tocadiscos para extender las pausas. Herc creó el modelo para la música y la cultura hip hop basándose en la tradición jamaicana del brindis improvisado , un tipo hablado de poesía jactanciosa y discurso sobre música. El 11 de agosto de 1973, DJ Kool Herc fue el DJ en la fiesta de regreso a clases de su hermana. Extendió el ritmo de un disco usando dos tocadiscos, aislando los "cortes" de percusión usando un mezclador para cambiar entre los dos discos. Los experimentos de Herc de hacer música con tocadiscos se convirtieron en lo que ahora conocemos como romper o "rayar".
Un segundo elemento musical clave en la música hip hop es ser maestro de ceremonias (también llamado MCing o rap). Emceeing es la entrega rítmica hablada de rimas y juegos de palabras, entregada al principio sin acompañamiento y luego hecha en un tiempo . Este estilo hablado fue influenciado por el estilo afroestadounidense de "capping", una actuación en la que los hombres intentaron superarse entre sí en la originalidad de su idioma y trataron de ganarse el favor de los oyentes. Los elementos básicos del hip hop (raps con alarde, "poses" (grupos) rivales, "derrotas" en la zona alta y comentarios políticos y sociales, estuvieron presentes durante mucho tiempo en la música afroestadounidense. Los artistas de MC y rap se movían de un lado a otro entre el predominio de las canciones de "brindis" llenas de una mezcla de jactancia, "flojedad" e insinuaciones sexuales y un estilo más actual, político y socialmente consciente. El papel del MC originalmente era el de Maestro de Ceremonias.para un evento de baile de DJ. El MC presentaría al DJ y trataría de animar a la audiencia. El MC habló entre las canciones del DJ, instando a todos a levantarse y bailar. Los MCs también contaban chistes y usaban su lenguaje enérgico y entusiasmo para animar a la multitud. Con el tiempo, este papel introductorio se convirtió en sesiones más largas de juegos de palabras rítmicos y hablados y rimas, que se convirtieron en rap.
En 1979, la música hip hop se había convertido en un género corriente. Se extendió por todo el mundo en la década de 1990 con un controvertido rap "gangsta". Herc también desarrollaron tras ruptura ritmo deejaying, donde las roturas de Funk canciones-la parte más adecuado para bailar, por lo general de percusión basados en se aislaron y se repiten con el propósito de todas las noches de fiestas de baile. Esta forma de reproducción de música, que utiliza hard funk y rock, formó la base de la música hip hop. Los anuncios y exhortaciones de Campbell a los bailarines conducirían al acompañamiento hablado sincopado y rimado que ahora se conoce como rap. Él apodó a sus bailarines "break-boys" y "break-girls", o simplemente b-boys.y b-girls. Según Herc, "romper" también era una jerga callejera para "emocionarse" y "actuar con energía".

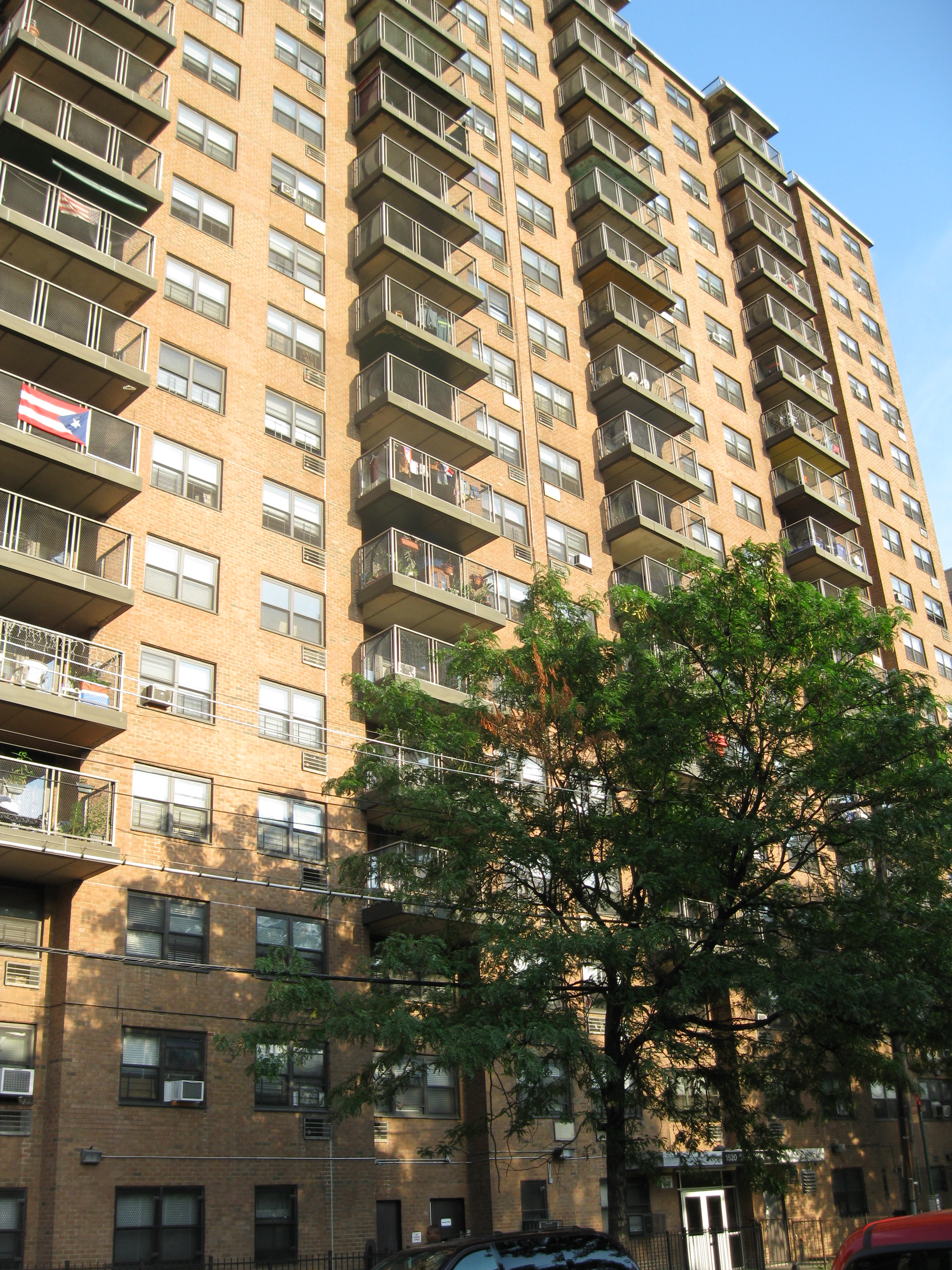
1520 Sedgwick Avenue, Bronx, un lugar utilizado por Kool Herc que a menudo se considera el lugar de nacimiento del hip hop el 11 de agosto de 1973.

DJs como Grand Wizzard Theodore , Grandmaster Flash y Jazzy Jay refinaron y desarrollaron el uso de breakbeats , incluido el corte y el scratching. A medida que la manipulación de la plataforma giratoria continuó evolucionando, una nueva técnica que surgió de ella fue la caída de agujas. La caída de agujas fue creada por Grandmaster Flash, se trata de pausas de batería breves y prolongadas al reproducir dos copias de un disco simultáneamente y mover la aguja en un tocadiscos de regreso al inicio de la pausa mientras el otro tocaba. El enfoque utilizado por Herc pronto fue copiado ampliamente y, a finales de la década de 1970, los DJ lanzaban discos de 12 pulgadas, discos donde rapearían al ritmo. Las canciones populares incluyeron "The Breaks" de Kurtis Blow y "Rapper's Delight" de The Sugarhill Gang. Herc y otros DJ conectaban su equipo a las líneas eléctricas y actuaban en lugares como canchas públicas de baloncesto y en 1520 Sedgwick Avenue, Bronx, Nueva York, ahora oficialmente un edificio histórico. El equipo constaba de numerosos altavoces, tocadiscos y uno o más micrófonos. Al utilizar esta técnica, los DJ podrían crear una variedad de música, pero según Rap Attack de David Toop KC The Prince of Soul, un rapero y letrista de Pete DJ Jones, a menudo se le atribuye ser el primer letrista de rap en llamarse a sí mismo un "MC".
Las pandillas callejeras prevalecían en la pobreza del sur del Bronx, y gran parte de los grafitis, los rapeos y los b-boying en estas fiestas eran variaciones artísticas de la competencia y la superación de las pandillas callejeras. Sintiendo que los impulsos a menudo violentos de los pandilleros podían convertirse en creativos, Afrika Bambaataa fundó Zulu Nation , una confederación informal de equipos de baile callejero, grafiteros y músicos de rap. A finales de la década de 1970, la cultura había ganado la atención de los medios, con la revista Billboard publicando un artículo titulado "B Beats Bombarding Bronx", comentando sobre el fenómeno local y mencionando figuras influyentes como Kool Herc. El apagón de la ciudad de Nueva York de 1977 vio saqueos generalizados, incendios provocados y otros desórdenes en toda la ciudad, especialmente en el Bronx, donde varios saqueadores robaron equipos de DJ de tiendas de electrónica. Como resultado, el género hip hop, apenas conocido fuera del Bronx en ese momento, creció a un ritmo asombroso desde 1977 en adelante.
Las fiestas en casa de DJ Kool Herc ganaron popularidad y luego se trasladaron a lugares al aire libre para acomodar a más personas. Organizadas en parques, estas fiestas al aire libre se convirtieron en un medio de expresión y una salida para los adolescentes, donde "en lugar de meterse en problemas en las calles, los adolescentes ahora tenían un lugar para gastar su energía reprimida". Tony Tone, miembro de Cold Crush Brothers , declaró que "el hip hop salvó muchas vidas". Para los jóvenes del centro de la ciudad, participar en la cultura hip hop se convirtió en una forma de lidiar con las dificultades de la vida como minorías dentro de Estados Unidos, y una salida para lidiar con el riesgo de violencia y el surgimiento de la cultura de las pandillas. MC Kid Lucky menciona que" Inspirada por DJ Kool Herc, Afrika Bambaataa creó una organización callejera llamada Universal Zulu Nation , centrada en el hip hop, como un medio para sacar a los adolescentes de la vida de las pandillas, las drogas y la violencia.
El contenido lírico de muchos de los primeros grupos de rap se centró en cuestiones sociales, sobre todo en la pista seminal "The Message" de Grandmaster Flash and the Furious Five , que discutía las realidades de la vida en los proyectos de vivienda. "Los jóvenes afroestadounidenses que salen del movimiento por los derechos civiles han utilizado la cultura hip hop en las décadas de 1980 y 1990 para mostrar las limitaciones del Movimiento Hip Hop". El hip hop les dio a los jóvenes afroestadounidenses una voz para que sus problemas fueran escuchados; "Al igual que el rock-and-roll, los conservadores se oponen enérgicamente al hip hop porque romantiza la violencia, la infracción de la ley y las pandillas". También dio a las personas la oportunidad de obtener beneficios económicos al "reducir el resto del mundo a los consumidores de sus preocupaciones sociales".
A finales de 1979, Debbie Harry de Blondie llevó a Nile Rodgers de Chic a tal evento, ya que la principal pista de acompañamiento utilizada fue el descanso de "Good Times" de Chic. El nuevo estilo influenciado Harry, y de Blondie tarde hit de 1981 "rapto" se convirtieron en los primeros contienen elementos individuales de hip hop a número de golpe uno en los EE. UU. Billboard Hot 100 -la canción en sí generalmente se considera nueva ola y se fusiona pop pesado elementos musicales, pero hay un rap extendido de Harry cerca del final.
El boxeador Muhammad Ali, como una influyente celebridad afroestadounidense, recibió una amplia cobertura en los medios de comunicación. Ali influyó en varios elementos de la música hip hop. Tanto en el ring de boxeo como en las entrevistas con los medios, Ali se hizo conocido en la década de 1960 por ser un "embaucador de rimas" en la década de 1960. Ali usó una " entrega funky " para sus comentarios, que incluían "alardes, charlas cómicas y basura, [y] las interminables líneas de citas". Según Rolling Stone , sus " habilidades de estilo libre " (una referencia a un tipo de improvisación vocal en la que las letras se recitan sin un tema o estructura en particular) y sus "rimas, fluidez y fanfarronería " serían "MCs "como Run-DMC y LL Cool J, este último cita a Ali como una influencia. La música hip hop en su infancia ha sido descrita como una salida y una "voz" para los jóvenes marginados de bajos ingresos y zonas económicas marginadas, ya que la cultura hip hop reflejaba las realidades sociales, económicas y políticas de sus vidas.

### Tecnología
Dos DJ de hip hop que crean nueva música mezclando pistas de varios tocadiscos. En la foto aparecen DJ Hypnotize (izquierda) y Baby Cee (derecha).
La primera evolución del hip hop se produjo en la época en que la tecnología de muestreo y las cajas de ritmos se volvieron ampliamente disponibles para el público en general a un costo asequible para el consumidor medio, no solo para los estudios profesionales. Las cajas de ritmos y los muestreadores se combinaron en máquinas que llegaron a conocerse como MPC o 'Centros de producción musical', cuyos primeros ejemplos incluirían el Linn 9000. El primer sampler que se adoptó ampliamente para crear este nuevo tipo de música fue el Mellotron utilizado en combinación con la caja de ritmos TR-808. Mellotrons y Linn's fueron sucedidos por AKAI, a finales de la década de 1980. 
Técnicas de lista de turntablas, como "scratching" rítmico (empujar un disco hacia adelante y hacia atrás mientras la aguja está en el surco para crear nuevos sonidos y efectos de sonido, un enfoque atribuido a Grand Wizzard Theodore), mezcla de ritmos y / o beatmatching , y beat malabares - eventualmente desarrollado junto con las pausas de percusión, creando un acompañamiento musical o base que podría ser rapeado de una manera similar a la significación. Además, el arte del brindis jamaicano, un estilo de hablar o cantar en un micrófono, a menudo con un estilo jactancioso, mientras los ritmos se reproducen sobre unsound system, fue una influencia importante en el desarrollo de la música hip hop. El tostado es otra influencia que se encuentra en la música dub jamaicana.

### Introducción al rap
MC Hero interpretando rimas rítmicas conocidas como "rap" en Huntsville, Alabama.
El rap, también conocido como MCing o MCing , es un estilo vocal en el que el artista habla lírica y rítmicamente, en rima y verso, generalmente a un ritmo instrumental o sintetizado. Beats, casi siempre en 4/4 de compás, pueden ser creados por el muestreo y / o secuenciación porciones de otras canciones de un productor. También incorporan sintetizadores, cajas de ritmos y bandas en vivo. Los raperos pueden escribir, memorizar o improvisar sus letras e interpretar sus obras a capela.oa un ritmo. La música hip hop es anterior a la introducción del rap en la cultura hip hop, y la voz del rap está ausente en muchas pistas de hip hop, como "Hip Hop, Be Bop (Don't Stop)" de Man Parrish; "Aritmética china" de Eric B. & Rakim; "Al-Naafiysh (El alma)" y "Estamos balanceando el planeta" de Hashim; y "Destino Tierra" de Newcleus. Sin embargo, la mayoría del género ha ido acompañado de voces de rap, como el grupo de electro hip hop con influencia de ciencia ficción Warp 9. Las raperas aparecieron en escena a fines de la década de 1970 y principios de la de 1980, incluida la artista del Bronx MC Sha-Rock, Funky Four Plus One, acreditado por ser la primera MC femenina y The Sequence, un trío de hip hop firmado con Sugar Hill Records, el primer grupo femenino en lanzar un disco de rap, Funk You Up. [cita requerida]
Las raíces del rap se encuentran en la música afroestadounidense y, en última instancia, en la música africana, en particular la de los griots de la cultura de África occidental. Las tradiciones afroestadounidenses del significado, las docenas y la poesía del jazz influyen en la música hip hop, así como en los patrones de llamada y respuesta de las ceremonias religiosas africanas y afroestadounidenses. Principios de los disc jockeys de radio populares de la Radio Negro-apelación periodo rompieron en emisión anunciar mediante el uso de estas técnicas bajo el jive habla de la era del swing post Segunda Guerra Mundial a finales de 1940 y la década de 1950. DJ Nat D. fue el MC en uno de los lugares más despiadados para cualquier aspirante a músico que intentara ingresar al mundo del espectáculo, Amateur Night en el Palace Theatre en Beale Street en Memphis, Tennessee. Allí fue maestro de ceremonias desde 1935 hasta 1947 junto con su acompañante, DJ Rufus Thomas. Fue allí donde perfeccionó las docenas, lo que significa y el patrón jock jive de personalidad que se convertiría en su schtick cuando se convirtió en el primer locutor de radio negro en el aire al sur de la línea Mason-Dixon. Jivepopularizó la radio de atractivo negro, era el lenguaje de la juventud negra, el doble sentido y los juegos de palabras ligeramente obscenos fueron una bendición para la radio, revitalizando los índices de audiencia en los puntos de venta que estaban perdiendo participación de audiencia y cambiando al nuevo formato de R&B con locutores negros. El 10% de los afroestadounidenses que escucharon sus transmisiones descubrió que la música que promovió en la radio en 1949 también estaba en las máquinas de discos del norte de las ciudades. También estaban encontrando otros DJ como Al Benson de Chicago en WJJD, Doctor Hep Cat de Austin en KVET y Jockey Jack de Atlanta en WERD que hablaban el mismo estilo de rap cargado de rimas y cadencia. Una vez que las estaciones de propiedad blanca se dieron cuenta de que los nuevos advenedizos se estaban apoderando de su participación en el mercado negro y que la Big Band y el swing jazz ya no eran 'de moda', algunos DJ blancos emularon el 'boca de hongo' del sur y el jive talk, dejando que su audiencia pensara que ellos también eran africanos. -Americano, tocando blues y Be-Bop. John R Richbourg tenía un acento sureño de que los oyentes de la programación nocturna de R&B del WLAC de Nashville nunca fueron informados que no pertenecían a un DJ negro, al igual que otros DJ blancos en la estación. Las rimas del Dr. Hep Cat se publicaron en un diccionario de jive talk, The Jives of Dr. Hepcat, en 1953. Jockey jack es el infame Jack the Rapper deFama de Family Affair, después de su convención de radio a la que todos los artistas de rap debían asistir en las décadas de 1980 y 1990 estos raperos que hablan del formato de radio de apelación negra de la década de 1950 fueron la fuente e inspiración del cantante de soul James Brown, y musical actos de comedia como Rudy Ray Moore, Pigmeat Markham y Blowfly que a menudo se consideran "padrinos" de la música hip hop. En la ciudad de Nueva York, actuaciones de poesía hablada y música de artistas como The Last Poets , Gil Scott-Heron y Jalal Mansur Nuriddin tuvo un impacto significativo en la cultura de la era posterior a los derechos civiles de las décadas de 1960 y 1970 y, por lo tanto, en el entorno social en el que se creó la música hip hop.

### Orígenes jamaicanos de los sistemas de sonido para exteriores
Más información: Sistema de sonido (Jamaicano)
La radio AM en muchas estaciones estaba limitada por el "día de transmisión", ya que se requerían licencias especiales para transmitir por la noche. Los que tenían dichas licencias se escuchaban en alta mar y en el Caribe, donde Jocko Henderson y Jockey Jack eran DJs estadounidenses que se escuchaban de noche desde transmisoras de radiodifusión ubicadas en Miami, Florida. Jocko llegó a tener una gran influencia en los maestros de ceremonias jamaicanos durante los años 50, ya que la música de R&B que se reproducía en las estaciones de Miami era diferente a la que se reproducía en JBC, que retransmitía la BBC y estilos musicales locales. En Jamaica, los DJ instalaban grandes sistemas de sonido al borde de la carretera en pueblos y aldeas, tocando música para reuniones informales, en su mayoría personas que deambulaban desde las colinas rurales en busca de emoción al final de la semana. Allí los DJs permitían 'Brindis' de un Emcee, que copiaba el estilo de los DJ estadounidenses escuchados en radios de transistores AM. Fue por este método que la charla Jive, el rap y la rima se trasladaron a la isla y, localmente, el estilo fue transformado por el "lirismo jamaicano", o el dialecto local.
El hip hop como música y cultura se formó durante la década de 1970 en la ciudad de Nueva York a partir del intercambio multicultural entre jóvenes afroestadounidenses de Estados Unidos y jóvenes inmigrantes e hijos de inmigrantes de países del Caribe. Lo que más tarde se describiría como 'fiestas de barrio' en los EE. UU. Era una realidad desde la década de 1950 en toda Jamaica, ya que los MC (llamados DJ en Jamaica) hablaban y rapeaban sobre discos en fiestas de 'sistema de sonido' desde al menos 1949. Algunos fueron influenciados por el estilo vocal de los MCs de radio afroestadounidense más antiguas (incluyendo Jocko Henderson's de la nave de Mostrar de la década de 1950, que rimaba y fue influenciado por scat), que se podía oír por la radio en Jamaica.
Los primeros discos de DJs jamaicanos, incluido Sir Lord Comic (The Great Wuga Wuga, 1967) vinieron como parte de la cultura del salón de baile local, que incluía 'especiales', mezclas únicas o 'versiones' prensadas en discos blandos o discos de acetato, y raperos (llamados DJ) como King Stitt, Count Machuki, U-Roy, I-Roy, Big Youth y muchos otros. Artistas jamaicanos como Prince Buster y Lee "Scratch" Perry (Judge Dread) ya en 1967, de alguna manera arraigada en la tradición del 'blues parlante'. El primer disco de DJ jamaicano de larga duración fue un dueto sobre un tema rastafari de los habitantes del gueto de Kingston, U-Roy y Peter Tosh, llamado Righteous Ruler (producido por Lee "Scratch" Perry en 1969). El primer disco exitoso de DJ fue Fire Corner del DJ del sistema de sonido Downbeat de Coxsone, King Stitt ese mismo año; 1970 vio una multitud de discos de DJ a raíz de los primeros y masivos éxitos de U-Roy, el más famoso Wake the Towny muchos otros. A medida que se desarrolló la tradición del remix (que también comenzó en Jamaica, donde se llamaba 'versión' y 'dub'), los jóvenes DJ / raperos jamaicanos establecidos de ese período, que ya habían estado trabajando para sistemas de sonido durante años, se grabaron repentinamente y tenía muchos discos de éxito locales, lo que contribuyó ampliamente a la locura del reggae desencadenada por el impacto de Bob Marley en la década de 1970. Los principales DJs jamaicanos de principios de la década de 1970 fueron King Stitt, Samuel The First, Count Machuki, Johnny Lover (quien 'versionó' canciones de Bob Marley y los Wailers ya en 1971), Dave Barker, Scotty, Lloyd Young, Charlie Ace y otros, así como las futuras estrellas del reggae U-Roy, Dennis Alcapone, I-Roy, Prince Jazzbo, Prince Far I, Big Youth y Dillinger. Dillinger anotó el primer disco de éxito de rap internacional con Cocaine in my Brain en 1976 (basado en el ritmo Do It Any Way You Wanna Do de People's Choice regrabado por Sly y Robbie), donde incluso usó un acento de Nueva York, conscientemente. Apuntando al nuevo mercado del rap de Nueva York. La música de baile de los DJ jamaicanos estaba profundamente arraigada en la tradición del sistema de sonido que hacía que la música estuviera disponible para la gente pobre en un país muy pobre donde la música en vivo solo se tocaba en clubes y hoteles patrocinados por las clases media y alta. En 1973, el entusiasta del sistema de sonido jamaicano DJ Kool Hercse mudó al Bronx, llevándose consigo la cultura del sistema de sonido de Jamaica, y se asoció con otra jamaicana, Coke La Rock, en el micrófono. Aunque otras influencias, sobre todo el secuenciador musical Grandmaster Flowers of Brooklyn y Grandwizard Theodore of the Bronx contribuyeron al nacimiento del hip hop en Nueva York, y aunque fue minimizado en la mayoría de los libros estadounidenses sobre hip hop, la raíz principal de esta cultura de sound system era jamaicano. Las raíces del rap en Jamaica se explican en detalle en el libro de Bruno Blum, 'Le Rap'.
DJ Kool Herc y Coke La Rock presentó una influencia en el estilo vocal de rap mediante la entrega de versos de poemas sencillos sobre Funk pausas de música, después de asistentes a la fiesta mostraron poco interés en sus intentos anteriores para integrar el reggae con infusión de tostado en conjuntos musicales. DJ y MC a menudo agregaba cánticos de llamada y respuesta, que a menudo consistían en un coro básico, para permitir que el intérprete reuniera sus pensamientos (por ejemplo, "uno, dos, tres, todos ustedes, al ritmo"). Posteriormente, los MCs se volvieron más variados en su entrega vocal y rítmica, incorporando rimas breves, a menudo con un tema sexual o escatológico, en un esfuerzo por diferenciarse y entretener al público. Estos primeros raps incorporaron docenas, un producto de la cultura afroestadounidense. Kool Herc & the Herculoids fue el primer grupo de hip hop en ganar reconocimiento en Nueva York, pero el número de equipos de MC aumentó con el tiempo.
A menudo se trataba de colaboraciones entre antiguas bandas, como Universal Zulu Nation de Afrikaa Bambaataa, ahora una organización internacional. A Melle Mel, un rapero de The Furious Five, a menudo se le atribuye el mérito de ser el primer letrista de rap en llamarse a sí mismo un "MC". A principios de la década de 1970, el B-boying surgió durante las fiestas de barrio, cuando los b-boys y b-girls se colocaban frente al público para bailar con un estilo distintivo y frenético. El estilo fue documentado para su lanzamiento a una audiencia mundial por primera vez en documentales y películas como Style Wars, Wild Style y Beat Street. El término "B-boy" fue acuñado por DJ Kool Herc para describir a las personas que esperarían la sección de break de la canción, mostrando su atletismo, girando en el escenario para hacer "break-dance" con un estilo distintivo y frenético.
Aunque hubo algunos MCs tempranos que grabaron proyectos en solitario notables, como DJ Hollywood, Kurtis Blow y Spoonie Gee, la frecuencia de artistas solistas no aumentó hasta más tarde con el auge de solistas con presencia escénica y drama, como LL Cool. J. La mayor parte del hip hop temprano estuvo dominado por grupos donde la colaboración entre los miembros era parte integral del espectáculo. Un ejemplo sería el grupo de hip hop Funky Four Plus One, que actuó de esa manera en Saturday Night Live en 1981.

## Hip hop abstracto

### Características
El hip hop abstracto es un estilo de hip hop en el que los raperos utilizan un lirismo más abstracto que el convencional. Las letras suelen abarcar desde conceptos abstractos y filosóficos hasta ideas absurdas y monólogos. El lenguaje y la presentación de estas letras también tienden a evitar el lenguaje directo y visceral del hip hop típico, prefiriendo en su lugar metáforas extensas, una selección simbólica de palabras y significados crípticos. Muchos artistas tienden a desviarse de las convenciones típicas de rima y ritmo en su rap y trabajan con métricas poéticas poco ortodoxas que a veces rozan la spoken word. Musicalmente, la mayoría de los artistas abstractos también presentan ritmos poco convencionales en sus métricas musicales para encajar con el lirismo heterodoxo que frecuentemente se fusiona con el rap alternativo.

### Historia
El estilo se originó en el hip hop underground a finales de los años 1980 con los raperos Ced Gee y Kool Keith de Ultramagnetic MCs en su álbum debut Critical Beatdown, donde presentaron letras de flujo de conciencia con terminología pseudocientífica y Humor absurdo, con síncopas idiosincrásicas en el ritmo. Kool Keith, en particular, ejercería una influencia significativa en muchos raperos abstractos posteriores. A principios de los años 1990, este estilo se desarrolló aún más mediante el uso de técnicas poéticas complejas y metáforas extensas por parte de Organized Konfusion; y los vertiginosos flow con influencias del scat y las rimas crípticas de Freestyle Fellowship. Estos dos grupos, en particular, sentaron las bases para varios artistas posteriores en la escena underground. Otro hito significativo fue el álbum seminal Funcrusher Plus de Company Flow, lanzado en 1997, que ayudó a consolidar aún más el estilo con las letras altamente verbosas y codificadas de Bigg Jus y El-P y las referencias esotéricas que contrastaban marcadamente con los sonidos radiofónicos y los temas hedonistas que dominaban el hip hop convencional en ese momento. Más tarde en la década, surgieron varios actos notables de diferentes escenas underground que impulsaron el estilo aún más y se convertirían en figuras muy influyentes dentro del estilo, incluidos raperos como Aesop Rock, Busdriver y MF DOOM o bandas como Death Grips. En la década del 2000, este estilo se convirtió en un elemento fijo de muchas escenas y actos de hip hop underground con varios álbumes que obtuvieron elogios de la crítica y pequeño éxito comercial en sellos independientes, en particular The Cold Vein de Cannibal Ox y el Madvillainy de Madvillain. El estilo continuó evolucionando y creciendo lentamente en popularidad en la década siguiente con muchos artistas que combinaban el hip hop abstracto con una variedad de otros géneros dentro del hip hop.